# Jan Ordyński
Jan Zygmunt Ordyński (ur. 10 stycznia 1953) – polski dziennikarz i publicysta.

## Życiorys
Przed rozpoczęciem pracy dziennikarskiej animator kultury studenckiej w Łodzi.
Od 1990 był związany z „Rzeczpospolitą”, gdzie specjalizował się w tematyce prawnej i politycznej. Z redakcji został zwolniony w październiku 2006, po objęciu funkcji redaktora naczelnego przez Pawła Lisickiego. Następnie przez dwa lata pracował w Fundacji „Shalom” (współpracuje z nią nadal), a następnie w PZU.
Jest komentatorem tygodnika „Przegląd”. Podjął współpracę z TVP, Polskim Radiem i Tok FM. Od października 2009 pracował w TVP Info, gdzie prowadził „Rozmowę dnia” od grudnia 2009 do sierpnia 2012, a od maja do lipca 2010 „Minęła dwudziesta”, później audycję „INFORozmowa” do stycznia 2016. Był gospodarzem programu „Gorący temat” w TVP2. W Radiowej Jedynce prowadził audycje „W samo południe”, współpracował ze stacją do stycznia 2016.
Z Henrykiem Szlajferem jest współautorem wywiadu-rzeki z Mieczysławem Rakowskim pt. Nie bądźcie moimi sędziami. Rozmowy z Mieczysławem F. Rakowskim. Napisał wywiad-rzekę Passa z Danielem Passentem.
W grudniu 2010 Komisja Etyki Polskiego Radia uznała, że Ordyński złamał kartę etyki Polskiego Radia i naruszył kodeks dziennikarski, promując w dwóch audycjach publicystycznych swoje lewicowe poglądy i ograniczając udział w dyskusji osobom o innych poglądach politycznych.
Zasiadł w radze Fundacji "Odrodzenie". Członek Stowarzyszenia Pracowników, Współpracowników i Przyjaciół Rozgłośni Polskiej Radia Wolna Europa Imienia Jana Nowaka-Jeziorańskiego. Wiceprezes Towarzystwa Dziennikarskiego.

## Wyróżnienia
W 2005 został pierwszym laureatem Złotej Wagi, nagrody polskiej adwokatury, oraz Ostrego Pióra, nagrody Business Centre Club i Honorowej Akredytacji Marszałka Sejmu. W związku z działalnością dziennikarską wyróżniony Medalem 50-lecia Powstania w Getcie Warszawskim. W 2012 wyróżniony nagrodą Miasta st. Warszawy. W czerwcu 2013 r. został odznaczony Brązowym Medalem "Zasłużony Kulturze Gloria Artis".